# Frank Cadogan Cowper
Frank Cadogan Cowper (Wicken, Northamptonshire, 16 oktober 1877 – Cirencester, 17 november 1958) was een Engels kunstschilder. Hij wordt wel  'de laatste der Prerafaëlieten' genoemd.
Cowper bezocht eerst St John's Wood Art School in 1896 en schreef zich het jaar daarop in voor een opleiding aan de Royal Academy of Arts in Londen. Zijn eerste werk werd daar tentoongesteld in 1899 en hij verbleef er tot 1902. In dat jaar werkte hij een half jaar onder de oorspronkelijk uit Amerika afkomstige Edwin Austin Abbey en reisde hij naar Italië. In 1907 werd hij gekozen tot geassocieerd lid van de Academy. Zijn volledige lidmaatschap verkreeg hij in 1934.
Cowper werkte zowel in aquarel als in olieverf. Zijn thema's waren vaak ontleend aan historische, literaire en religieuze onderwerpen. De verhalen rond Koning Arthur behoorden tot zijn favoriete thema's. Ook vervaardigde hij vele vrouwenportretten. Zijn werkwijze was sterk geïnspireerd op die van de Prerafaëlieten, met veel oog voor detail en uitbundig kleurgebruik. In 1910 en later vervaardigde hij werk, waaronder een muurschildering, voor het Britse Hogerhuis.
Tijdens de Tweede Wereldoorlog verhuisde Cowper tijdelijk naar de Verenigde Staten. In 1944 keerde hij terug naar Engeland en vestigde zich in Gloucestershire. Hij bleef schilderen en exposeren tot 1957. Cowper overleed in op 81-jarige leeftijd in Cirencester.